# Rue des Trois-Maures
La rue des Trois-Maures  est une ancienne rue qui était située dans l'ancien 6e arrondissement de Paris, qui a été supprimée lors du percement du boulevard de Sébastopol.

## Origine du nom
L'enseigne d'une auberge du nom  des Trois-Maures lui a donné ce nom qu'elle portait depuis 1636.

## Situation
La rue des Trois-Maures, d'une longueur de 56 mètres, située dans l'ancien 6e arrondissement, quartier des Lombards, commençait aux 28-30, rue des Lombards et finissait aux 13-15, rue Troussevache,.
Les numéros de la rue étaient noirs. Le dernier numéro impair était le no 11 et le dernier numéro pair était le no 12.

## Historique
À la fin du XIIIe siècle, elle portait le nom de « rue Guillaume Josse », également orthographié « rue Guillaume Joce ».
Selon le marquis de Rochegude et Maurice Dumolin, historiens de Paris, le nom est dû à sa proximité avec l’église Saint-Josse.

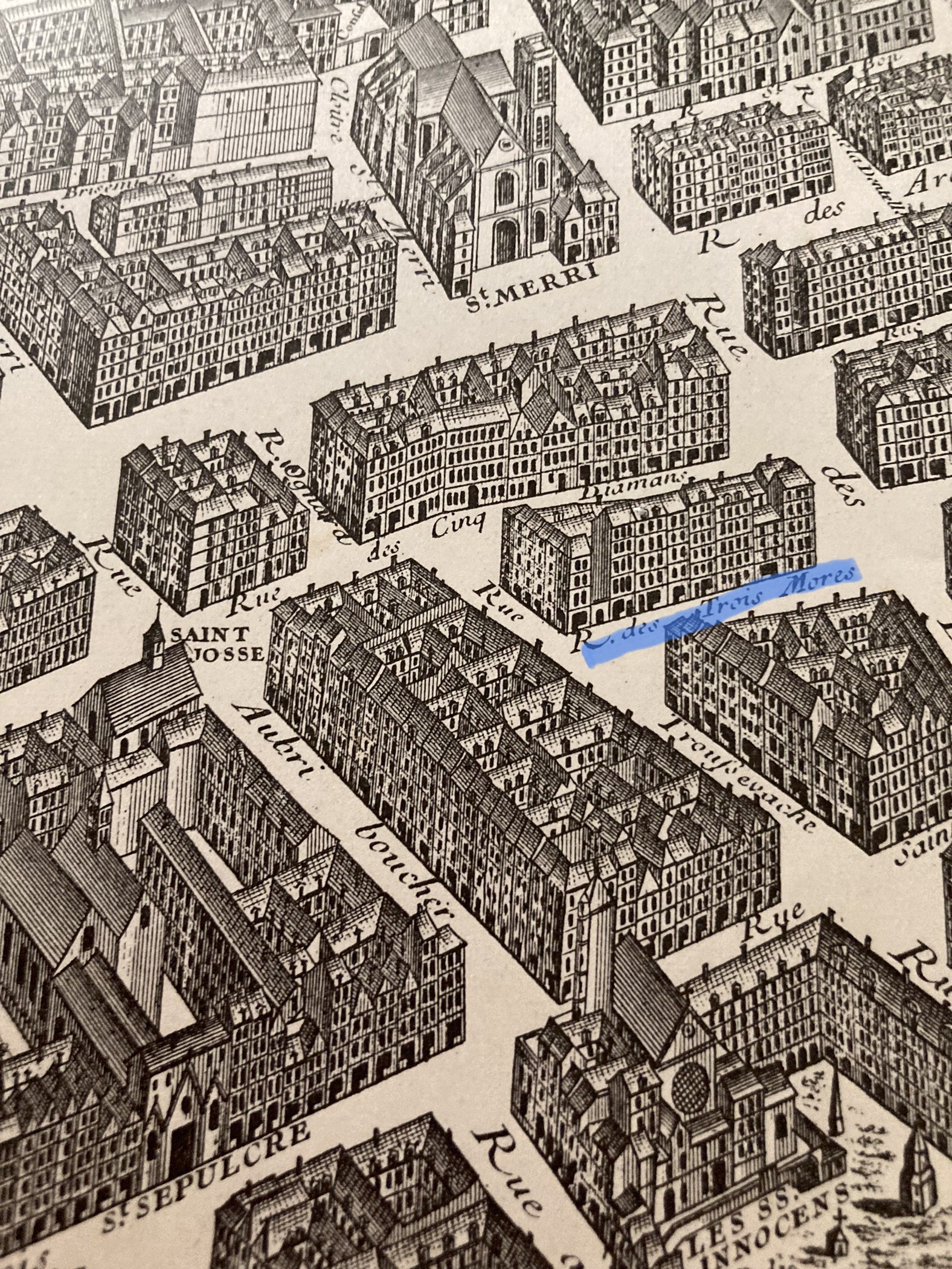
Rue des Trois Mores - plan de Turgot , détail de la planche 10.

En 1300, c'était la « rue du Vin-le-Roi », en raison de plusieurs caves du roi qui y étaient situées.
Elle est citée dans Le Dit des rues de Paris de Guillot de Paris sous le nom de « rue du Vin-le-Roy ».
Dans un manuscrit de 1636, elle est citée sous le nom de « rue des Trois more » en raison d'une auberge du nom des Trois-Maures.
En 1702, la rue, qui fait partie du quartier de Saint-Jacques-de-la-Boucherie, comporte 9 maisons et 3 lanternes.
Une décision ministérielle du  18 vendémiaire an VI (9 octobre 1797), signée Letourneux, fixe la largeur de cette voie publique à 6 mètres. En vertu d'une ordonnance royale du 16 mai 1836, la largeur de la rue est portée à 10 mètres ; toutefois, en 1844, cette rue n'avait que 3,5 mètres environ de largeur.
La rue des Trois-Maures disparaît lors du percement du boulevard de Sébastopol en 1854.